# Герб Межівського району
Герб Межівсько́го райо́ну — офіційний символ Межівського району Дніпропетровської області, затверджений 31 жовтня 2003 р. сесією районної ради.
Автор — О. Потап.

## Опис
Гербовий щит має форму чотирикутника з півколом в основі. У щиті, розтятому на золоте та зелене поля, дві червоні козацькі піки та два червоних молотила (ціпа), які покладені навхрест та переплетені.
Гербовий щит увінчаний стилізованою короною у вигляді золотого пшеничного снопа, що вказує на розвинуте сільське господарство та родючість межівської землі.
Щит оточений вінком із чорнобривців, перевитим синьою стрічкою з золотим написом «МЕЖІВСЬКИЙ РАЙОН».

## Значення символів
Чорнобривці, які у великій кількості ростуть у садибах мешканців району, уособлюють красу тутешньої природи та щирість людей.
Поділ гербового щита відображає межу і уособлює назву району, який знаходиться на межі трьох колишніх повітів Катеринославської губернії: Бахмутського, Олександрівського та Павлоградського. Тепер він розташований на межі Дніпропетровської та Донецької областей.
Червоні козацькі піки відображають славне минуле краю, в якому багато поселень виникло за козацької доби як сторожеві пости (с. Слов'янка) або козацькі зимівники (с. Іванівка, Підгородне, Новопавлівка та ін.).
Молотила є символом нелегкої хліборобської праці. Червоний колір уособлює мужність, славу і життєздатність, нагадує про численні жертви революцій, воєн, голодомору, що їх перенесли місцеві мешканці.
Золото презентує регіон з розвинутим хліборобством.
Зелений колір символізує мальовничу природу краю, а також радість і достаток.
Кольори герба повторюють кольорову гаму давнього герба Павлоградського повіту, до якого колись належала значна частина території району.

## Джерело
- Українська геральдика [Архівовано 7 березня 2016 у Wayback Machine.]